# Luteuthis
A Luteuthis a fejlábúak (Cephalopoda) osztályának a tintahalalakúak (Coleoidea) alosztályába, ezen belül az Octopoda rendjébe és a Grimpoteuthidae családjába tartozó nem.

## Rendszerezés
A nembe az alábbi 2 faj tartozik:
- Luteuthis dentatus O'Shea, 1999 - típusfaj
- Luteuthis shuishi O'Shea & Lu, 2002